# Cryptotis brachyonyx
Cryptotis brachyonyx es una especie de musaraña de la familia soricidae.

## Distribución geográfica
Es Endémica de Colombia, donde se le conoce en las vertientes occidentales de la  Cordillera Oriental, en elevaciones de entre 1.300 y 2.715 m.